# (14994) Uppenkamp
(14994) Uppenkamp est un astéroïde de la ceinture principale.

## Description
(14994) Uppenkamp est un astéroïde de la ceinture principale. Il fut découvert le 28 octobre 1997 à Kitt Peak par le projet Spacewatch. Il présente une orbite caractérisée par un demi-grand axe de 3,40 UA, une excentricité de 0,02 et une inclinaison de 9,2° par rapport à l'écliptique.

## Compléments